# Marius Busilas
Marius Busilas (* 28. April 1972 in der Litauischen SSR) ist ein litauischer Politiker.

## Leben
1994 absolvierte Busilas das Bachelorstudium und 1996 das Masterstudium  des Managements an der Vytauto Didžiojo universitetas. Von 2000 bis 2001 arbeitete er bei	UAB „Aibės mažmena“ und von 2001 bis 2002 Leiter der Unterabteilung bei SPAB „Lietuvos energija“. Von 2002 bis 2004 war er Projektleiter bei UAB „Stibelis“ und von 2004 bis 2008 Departamentsdirektor bei Lietuvos pramonininkų konfederacija. Von 2011 bis 2013 war er Direktor von VšĮ „Populiariausia prekė“ und von 2008 bis 2011 von Lietuvos prekybos įmonių asociacija.
Seit 2013 ist er stellvertretender Wirtschaftsminister Litauens, Stellvertreter von Ministerin Birutė Vėsaitė im Kabinett Butkevičius.
Seit 2010 ist er Ratsmitglied von Aleksandro Stulginskio universitetas.
Marius Busilas spricht Englisch und Russisch.